# Partido Cantonal (España)

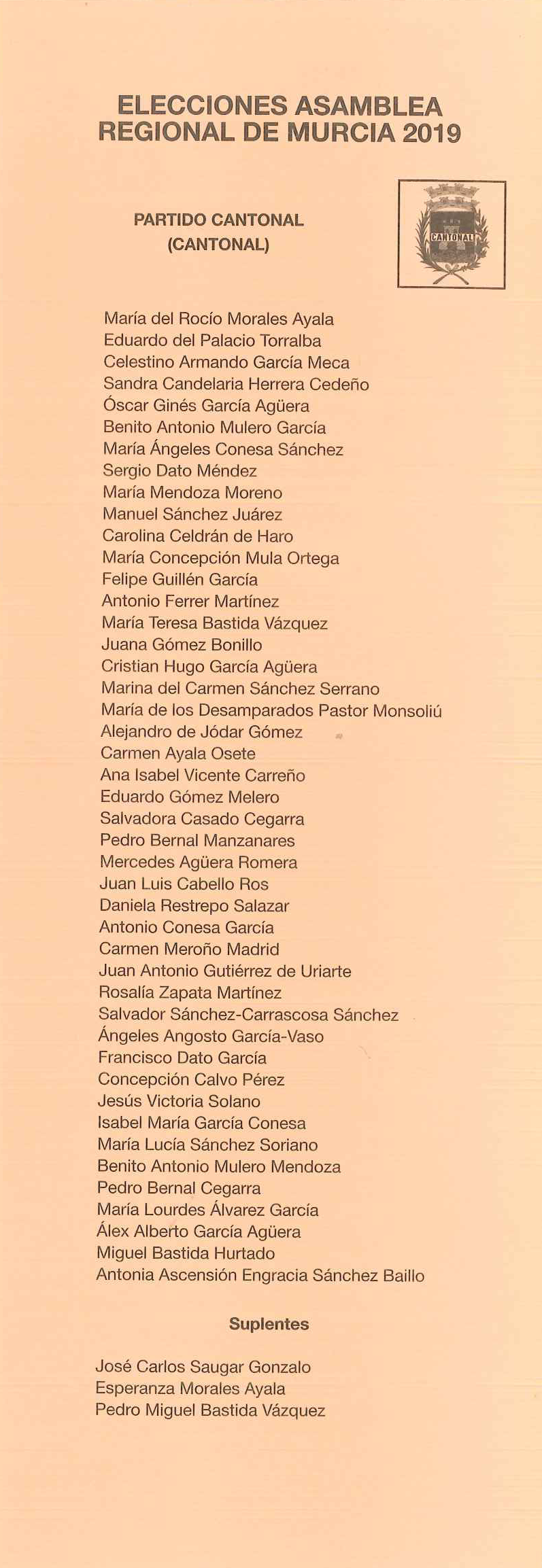
Papeleta electoral del Partido Cantonal.

El Partido Cantonal (PCAN) es un partido político español con sede en Cartagena, fundado en 1976, entre otros, por Carlos Romero Galiana y el falangista Julio Frigard Romero.
Su fin primordial es la consecución de la provincia de Cartagena.
Ideológicamente estaban muy lejos del cantonalismo de la I República pues el Partido Cantonal no era republicano ni federalista.
En 1978 el PCAN consiguió concentrar a más de 10.000 personas en la ciudad para reivindicar la provincialidad.
Entre los años 1987 y 1991 el Partido Cantonal gobernó el Ayuntamiento de Cartagena, siendo su alcalde Antonio Vallejo Alberola.
El Partido Cantonal apoyó las listas del Partido Cartagenerista en las elecciones del 22 de mayo de 2011 tras romper con el Movimiento Ciudadano de Cartagena.  
El Partido Cantonal se plantea su existencia como partido político descentralizador, democrático, ecologista, pacifista y reformista de ámbito nacional; demanda desde su acto fundacional la recuperación de la Provincia de Cartagena, eliminada por el absolutismo de Fernando VII al ser Cartagena una de las más fieles defensoras de la Constitución liberal que aprobaron las Cortes de Cádiz en 1812.